# Maria Antonietta (film 1938)
Maria Antonietta (Marie Antoinette) è un film del 1938 diretto da W. S. Van Dyke II e, non accreditato, da Julien Duvivier. La prima del film si tenne a Los Angeles l'8 luglio 1938.
Il film, originariamente commissionato a Sidney Franklin, doveva avere Charles Laughton nel ruolo di Luigi XVI. Si tratta dell'ultima produzione di Irving Thalberg, che morì durante la lavorazione. Fu uno dei più grandi successi degli anni Trenta, ma anche uno dei film più costosi dell'epoca: costò più di due milioni di dollari, con fastose ricostruzioni, migliaia di costumi e altrettante parrucche che misero al lavoro tutti i laboratori della MGM per mesi. I produttori non ottennero il permesso di girare il film a Versailles, così dovettero ricostruire tutta la scenografia negli studios. La protagonista, Norma Shearer venne nominata agli Oscar come miglior attrice per il 1938. Quell'anno vinse Bette Davis con Figlia del vento, mentre la Shearer vinse la Coppa Volpi a Venezia.

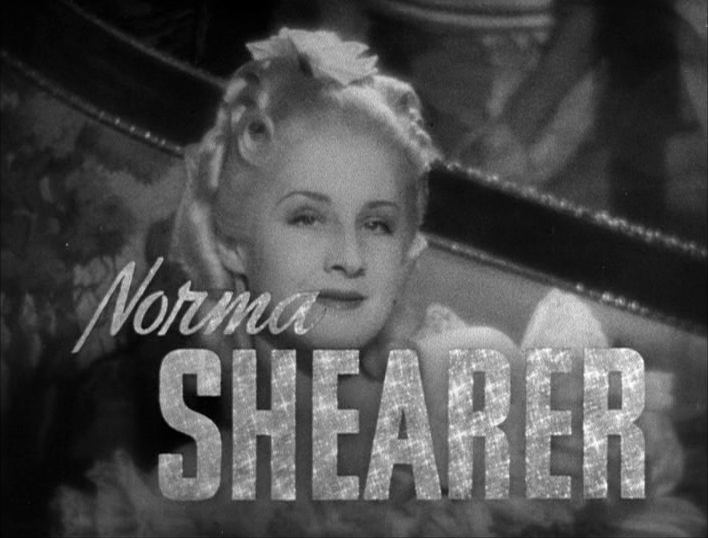
Maria Antonietta

## Trama
Nel 1770 la quattordicenne arciduchessa d'Austria, Maria Antonietta, viene data in sposa da sua madre, l'imperatrice Maria Teresa, al Delfino di Francia Luigi Augusto, nipote del re Luigi XV. Arrivata a Versailles la fanciulla conosce il vecchio re, i suoi giovani nipoti e l'affascinante cugino, il duca d'Orléans, purtroppo il suo futuro sposo non è così sveglio e aitante. Dopo le nozze, celebrate il 16 maggio 1770 Maria Antonietta e Luigi vengono lasciati soli e benché la ragazza si dimostri gentile e cortese, il marito le risponde sgarbatamente e alla fine scoppia a piangere affermando di non poter aver figli e che tale matrimonio lui non l'ha mai desiderato. Maria Antonietta vede davanti a sé un triste futuro.

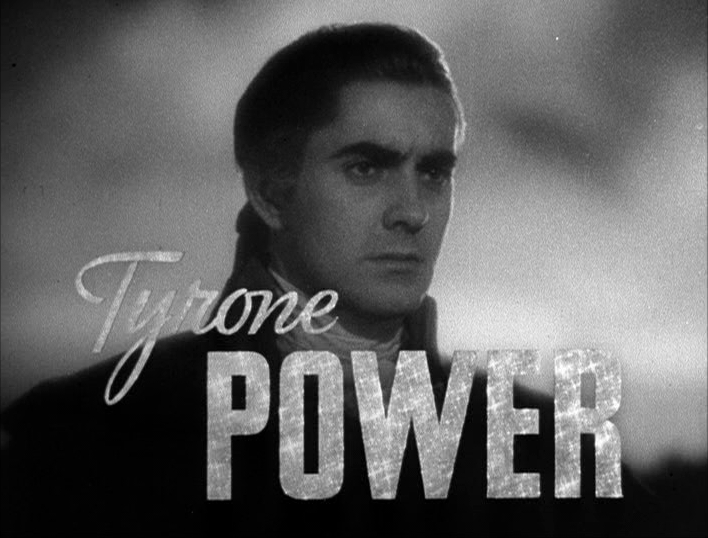
Fersen

Il 16 maggio 1772 le campane risuonano nel palazzo reale per celebrare il secondo anniversario di matrimonio dei Delfini, ma nei salotti di Madame du Barry, il re e i nobili legati alla cortigiana, si dilettano e deridono i giovani sposi, in particolare Maria Antonietta che non è ancora riuscita ad avere un erede. Solo il duca Filippo d'Orléans si schiera dalla parte della giovane Delfina, ormai relegata in solitudine nei suoi appartamenti con la sola compagnia della principessa de Lamballe, la sua miglior amica. Il cugino la invita a vivere in maniera più consona al suo rango, di far valere i suoi diritti e ribellarsi alla tirannia della du Barry, ma Maria Antonietta è ancora incerta. Poco dopo giunge il principe di Rohan con un dono di nozze da parte di un mittente sconosciuto, ma è soltanto l'ennesima offesa della Du Barry: una culla vuota con un bigliettino che invita la sterile Maria Antonietta a tornarsene in Austria. Luigi inizialmente si adira e dice di voler andare dal re a protestare, ma subito sbollite le ire, si ritira dall'ardita proposta; Maria Antonietta invece, conscia delle parole di Orléans, decide di vivere alla luce del sole come legittima Signora di Versailles. Da quel momento iniziano vezzi e divertimenti, feste, balli, giochi, serate all'Opéra e un'ingente quantità di denaro viene spesa per futili motivi; ai divertimenti per il carnevale del 1774, il duca d'Orléans bacia Maria Antonietta, che, pur interessata all'amore del cugino, ancora non gli si concede. 

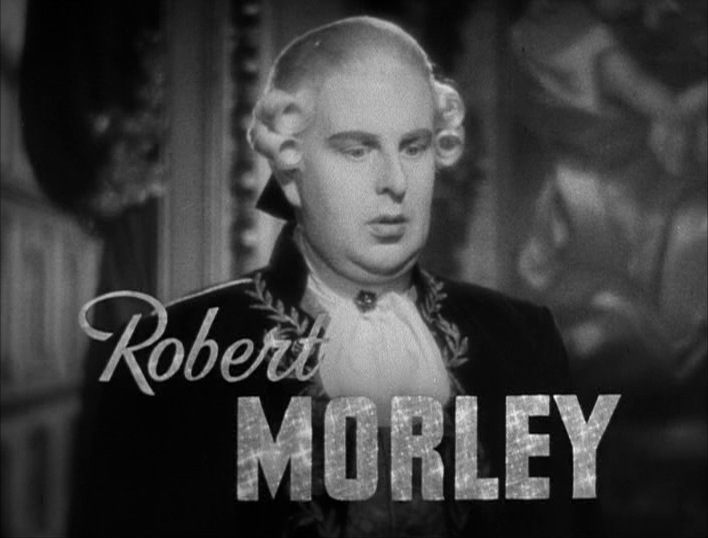
Luigi XVI

Poco tempo dopo, in un salotto parigino, Maria Antonietta vede dalla finestra un giovane aristocratico svedese, il conte Hans Axel von Fersen e lo invita in casa. Infatti, la Delfina aveva scommesso di dare un collier di diamanti al cognato se non avesse trovato un uomo russo e approfittando dello svedese, vince la scommessa. I discorsi però cominciano a farsi pesanti e Fersen si mostra troppo galante nei confronti della Delfina facendo scattare le ire dei principi; lo svedese decide di andarsene ma sulle scale Maria Antonietta lo saluta con un bacio. A Versailles la Delfina viene rimproverata aspramente da Mercy, l'ambasciatore austriaco, che l'accusa di spendere troppo denaro e di mettersi in una situazione critica, osteggiando la favorita del re. Maria Antonietta, seppur a malincuore, decide di parlare per la prima volta alla contessa du Barry. L'incontro avviene alla presenza del re, durante un ballo dato dal Duca d'Orléans, ma Maria Antonietta con una "grazia affettata" offende la Du Barry per le sue umili origini; la dama e il re si ritirano adirati. Maria Antonietta viene accompagnata da Filippo per parlare con il re e, quand'ella esce, afferma che dopo ben quattro anni il suo matrimonio sarà annullato; quindi chiede al cugino di portarla dall'ambasciatore austriaco, ma lui si rifiuta mostrando la sua vera faccia: il duca d'Orléans non ha mai amato Maria Antonietta, ma la futura regina di Francia.

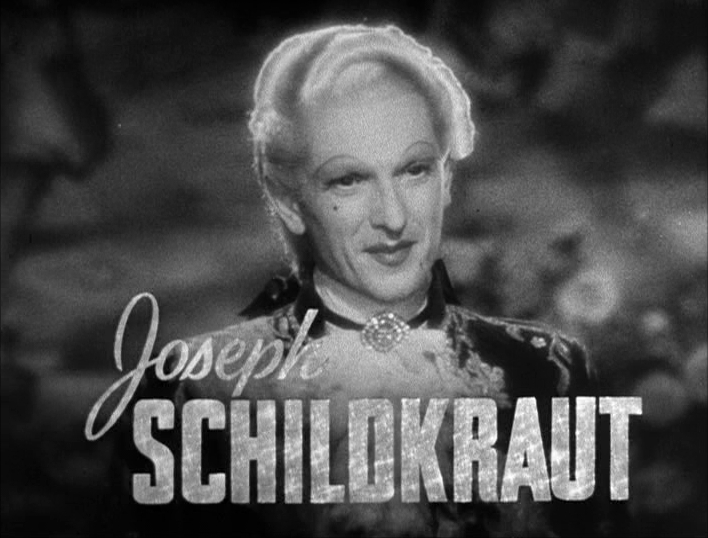
Duca d'Orléans

 La Delfina, contenta di non aver mai oltrepassato il limite con il cugino, si reca a casa di Mercy, che è assente e trova invece il bel conte Fersen. Il ragazzo le racconta che lui si era innamorato di lei molti anni prima, grazie ai racconti della governante di sua sorella che aveva prestato servizio a Vienna e, nonostante la posizione di Maria Antonietta sia in bilico, le giura fedeltà e amore; la principessa commossa gli regala il suo anello con incisa una frase Tutto a te mi guida, lo bacia e i due passano la notte insieme nei giardini di palazzo aspettando il sorgere del sole.

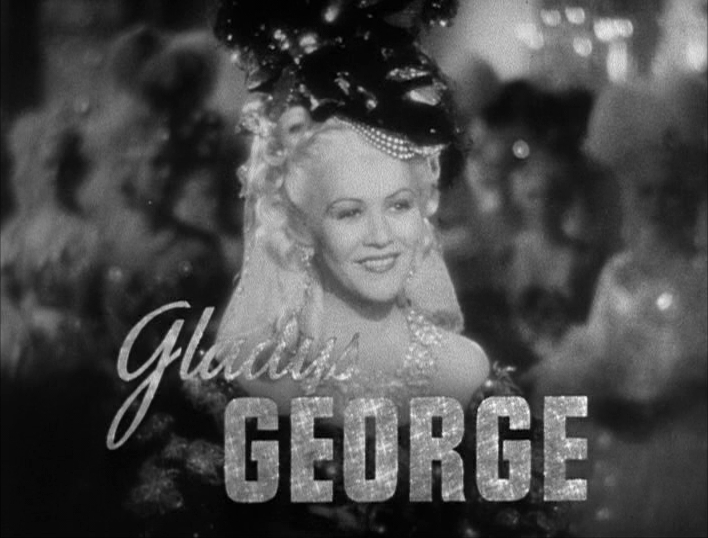
Madame du Barry

All'alba si separano e Maria Antonietta, tornata al castello, viene a sapere dalla principessa di Lamballe che il re, ammalato di vaiolo, è in punto di morte; la Delfina si reca da Luigi, che affranto per la difficile situazione le confida sereno che adesso potrà avere figli. Lei vorrebbe raccontargli di ciò che è accaduto con Fersen ma in quel momento la candela posta davanti alla finestra di Luigi XV viene spenta: il re è morto, Luigi Augusto e Maria Antonietta sono i nuovi sovrani di Francia.
Fersen e Maria Antonietta continuano a incontrarsi segretamente nei giardini di Versailles, ma il giovane svedese, conscio più della sua amata che il loro è un amore impossibile, le confida che presto partirà per l'America; la regina è affranta ma accetta a malincuore la situazione. Qualche anno più tardi, Maria Antonietta dà alla luce due figli: Maria Teresa e il tanto sospirato erede al trono Luigi Carlo. Maria Antonietta ha ormai messo la testa a posto e decide di vivere in tranquillità con i figli, ma il popolo ormai la odia per tutte le ingenti quantità di denaro scialacquate, che hanno portato la Francia alla miseria. Nel 1785 scoppia l'Affare della collana: il gioielliere di corte Boehmer tenta di vendere alla regina una sfarzosa collana di diamanti che ella rifiuta. Allora si rivolge a una sedicente contessa, Jeanne Valois de la Motte, la quale inganna il principe di Rohan e dopo avergli fatto incontrare una falsa Maria Antonietta lo convince a fare da garante per l'acquisto della collana. Il gioiello finisce nelle mani della La Motte e di suo marito, mentre a corte il gioielliere reclama il pagamento della collana. La faccenda è messa nelle mani del Parlamento di Parigi che assolve il principe e benché non possa accusare la regina, la condanna moralmente come una donna dissoluta e sperperatrice del denaro pubblico.

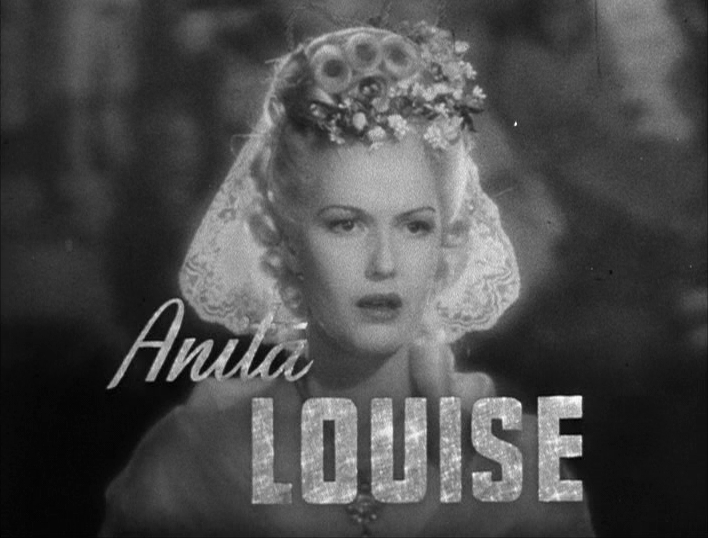
Principessa di Lamballe

Il popolo nel frattempo si è svegliato e scoppia la Rivoluzione francese, i principi del sangue fuggono tutti all'estero per scampare alla minaccia, ma la principessa de Lamballe decide di rimanere fino all'ultimo accanto alla regina. Nella notte tra il 5 e il 6 ottobre 1789 il popolo insorge nella reggia di Versailles e costringe i reali a trasferirsi a Parigi, al vecchio palazzo delle Tuileries. La famiglia reale vive ormai prigioniera del popolo ma Fersen, tornato in Francia, organizza un piano di fuga per far evadere Maria Antonietta e i suoi cari. La sera del 21 giugno 1791 la famiglia reale fugge verso il confine su una carrozza guidata da Fersen in persona, ma quest'ultimo, è costretto dal re a lasciarli a metà strada per mettersi in salvo. La famiglia reale viene riconosciuta a Varennes e riportata a Parigi: qui i sovrani vengono arrestati e rinchiusi nella Torre del Tempio. La principessa de Lamballe viene separata da Maria Antonietta e fuori dalla prigione viene fatta a pezzi: la regina osserva quell'abominio dalle sbarre della prigione e sviene dallo spavento. A Parigi, i rivoluzionari discutono se sia o meno il caso di giustiziare il re. Il voto favorevole del duca d'Orléans è decisivo: il re viene condannato alla ghigliottina e decapitato il 21 gennaio 1793. Poco dopo Maria Antonietta deve dire addio a suo figlio, strappatole dai rivoluzionari. Fersen, tornato a Parigi, si reca dal conte de Mercy per chiedergli di aiutarlo a salvare Maria Antonietta, ma l'anziano ambasciatore a malincuore dice che ormai è tutto inutile: la regina, condotta nella prigione della Conciergerie, dopo un terribile processo viene accusata di incesto e condannata a morte. Fersen riesce a introdursi nella prigione per vedere per ultima volta la sua amata, che ormai ha perso la sua grande bellezza. Il 16 ottobre 1793 Maria Antonietta affronta con grande dignità la morte.

## Produzione
Con un budget stimato in 2.926.000 dollari, il film fu girato dal 30 dicembre 1937 al 25 maggio 1938, prodotto da Hunt Stromberg e, non accreditato, da Irving Thalberg per la Loew's e la MGM. Thalberg che, normalmente, non firmava mai come produttore, era il marito della protagonista, la famosa attrice Norma Shearer. Questa fu la sua ultima produzione.

Il potente editore William Randolph Hearst avrebbe voluto come interprete principale la sua amata Marion Davies, ma Thalberg gli si oppose, preferendo la Shearer. La rottura parve subito insanabile: Hearst lasciò con la sua Cosmopolitan Pictures la MGM, passando alla Warner Bros. 
Thalberg non vide mai la realizzazione del suo progetto, perché morì ancora prima del primo ciak, il 14 settembre 1936, a soli 37 anni.

### Riprese
- Reggia di Versailles a Versailles, Yvelines
- Hollywood Park Racetrack - 1050 S. Prairie Avenue, Inglewood, California, USA (ricostruzione degli esterni di Versailles)
- Metro-Goldwyn-Mayer Studios - 10202 W. Washington Blvd. a Culver City, California (studio)

## Distribuzione
Distribuito dalla MGM, il film uscì nelle sale del circuito Loew's il 26 agosto, dopo una prima tenuta a Los Angeles l'8 luglio 1938 al Carthay Circle Theatre, addobbato e decorato in stile per l'occasione.

### Date di uscita
IMDb
- USA	8 luglio 1938	 (Carthay Circle Theatre - Los Angeles, California) (première)
- USA	26 agosto 1938
- Finlandia	1º gennaio 1939
- Portugal	14 marzo 1939
- Danimarca	20 marzo 1939
- Francia	23 marzo 1939
- Austria	1951
- Germania Ovest	31 gennaio 1951
- Giappone	18 giugno 1966

Alias
- Marie Antoinette	USA (titolo originale)
- Marie Antoinette	Austria / Danimarca / Finlandia / Germania
- María Antonieta	Spagna
- Maria Antoinetta, i tragiki vasilissa	Grecia
- Maria Antonieta	Portogallo
- Maria Antonietta	Italia
- Marie-Antoinette	Francia

## Riconoscimenti
- 1939 - Premio Oscar
  - Candidatura Migliore attrice protagonista a Norma Shearer
  - Candidatura Migliore attore non protagonista a Robert Morley
  - Candidatura Migliore scenografia a Cedric Gibbons
  - Candidatura Migliore colonna sonora a Herbert Stothart
- 1938 - Mostra internazionale d'arte cinematografica di Venezia
  - Miglior interpretazione femminile a Norma Shearer
  - Nomination Leone d'oro a W. S. Van Dyke II[a Venezia 1938 non esistevano le "nomination"]

## Altre versioni
Marie Antoinette di Sofia Coppola con Kirsten Dunst, basato sul libro Maria Antonietta - La solitudine di una regina di Antonia Fraser